# Apalus bipunctatus
Apalus bipunctatus – gatunek chrząszcza z rodziny oleicowatych.
Gatunek ten opisany został po raz pierwszy w 1812 roku przez Johanna Carla Megerle von Mühlfelda.
Chrząszcz o wydłużonym ciele długości od 11 do 12 mm. Głowa i przedplecze są matowo czarne, gęsto punktowane, gęsto porośnięte długimi, odstającymi włoskami. Sięgające środka długości ciała czułki są czarne, a pierwszy ich człon również porastają długie, czarne, odstające włoski. Przedplecze wyraźnie zwęża się od kątów przednich do tylnej krawędzi. Pokrywy są czerwonobrązowe z parą czarnych, poprzecznie owalnych plamek przed wierzchołkiem. Brzegi boczne pokryw są nierozszerzone. Barwa odnóży jest czarna z głównie pomarańczowymi goleniami i stopami. Tylna para odnóży ma zgrubiałe zewnętrzne ostrogi wierzchołkowe goleni. Odwłok jest całkowicie nakryty pokrywami, u obu płci żółtoczerwony.
Gatunek palearktyczny. W Europie znany jest z Hiszpanii, Austrii, Włoch, Czech, Słowacji, Węgier, Ukrainy, Rumunii, Chorwacji, Serbii, Czarnogóry, Grecji oraz europejskiej części Rosji, a w Azji z anatolijskiej części Turcji, Zakaukazia, Izraela, Palestyny, Kazachstanu i Tadżykistanu.